# Ukulhas
Ukulhas är en ö i Ariatollen i Maldiverna. Den ligger i den västra delen av landet, 70 km väster om huvudstaden Malé. Den tillhör den administrativa atollen Alif Alif. 